# リフェアン
| 累代        | 代       | 紀                 | 基底年代 Mya |
| ----------- | -------- | ------------------ | ------------ |
| 顕生代      | 新生代   | 新生代             | 66           |
| 顕生代      | 中生代   | 中生代             | 251.902      |
| 顕生代      | 古生代   | 古生代             | 541          |
| 原生代      | 新原生代 | エディアカラン     | 635          |
| 原生代      | 新原生代 | クライオジェニアン | 720          |
| 原生代      | 新原生代 | トニアン           | 1000         |
| 原生代      | 中原生代 | ステニアン         | 1200         |
| 原生代      | 中原生代 | エクタシアン       | 1400         |
| 原生代      | 中原生代 | カリミアン         | 1600         |
| 原生代      | 古原生代 | スタテリアン       | 1800         |
| 原生代      | 古原生代 | オロシリアン       | 2050         |
| 原生代      | 古原生代 | リィアキアン       | 2300         |
| 原生代      | 古原生代 | シデリアン         | 2500         |
| 太古代      | 太古代   | 太古代             | 4000         |
| 冥王代      | 冥王代   | 冥王代             | 4600         |
| 1. 2. 3. 4. |          |                    |              |

リフェアン (Riphean) は、地質時代の1つである。原生代に含まれる。名前はウラル山脈の古名から。
開始年代は16億5000万年前、あるいは16億年前、14億年前などとされる。終了年代は、8億0500万年前とし Sturtian（≒クリオジェニアン）に繋げることが多いが、6億5000万年前とし Vendian（≒エディアカラ紀）に繋げることもある。
前期 (1650-1400 Ma)・中期 (1400-1050 Ma)・後期 (1050-805 Ma) に分けられる。前期と中期が原生代中期（≒中原生代）に、後期が原生代後期（≒新原生代）の前半にあたる。